# Hydroeciodes compulsa
Hydroeciodes compulsa är en fjärilsart som beskrevs av Max Wilhelm Karl Draudt 1924. Hydroeciodes compulsa ingår i släktet Hydroeciodes och familjen nattflyn. Inga underarter finns listade i Catalogue of Life.